# Jacques il fatalista e il suo padrone
Jacques il fatalista e il suo padrone è un romanzo filosofico di Denis Diderot. Con questo metaromanzo, scritto durante la sua permanenza nei Paesi Bassi e in Russia, l'autore di fatto si burla della forma-romanzo e delle sue regole, e propone vari spunti di riflessione filosofica nonché religiosa. Tra i temi affrontati, figurano il relativismo morale, la critica alla Chiesa, il materialismo e la sessualità.
L'opera, ispirata dalla Vita e opinioni di Tristram Shandy, gentiluomo, racconta dei viaggi che intraprendono Jacques e il suo padrone, secondo la tradizione settecentesca del Grand Tour. Durante l'avventura i due si intrattengono in discorsi vari che vengono continuamente interrotti sia dall'incontro di nuovi personaggi, sia dall'intervento dell'autore che si rivolge direttamente al lettore, interrogandolo e spiazzandolo continuamente. L'opera inoltre fu inserita nell'indice dei libri proibiti.
Opera ironica e apparentemente frammentaria, risulta originale e moderna per la sua epoca, pur rispettando le tendenze deterministiche e sensiste contemporanee. L'opera si caratterizza, inoltre, per la tecnica della composizione, per la brillantezza espositiva e per i personaggi eterogenei.

## Trama
Il tema principale del libro è il rapporto tra il valletto Jacques e il suo padrone, a cui non viene mai dato un nome. I due sono in viaggio verso una destinazione che il narratore lascia nel vago, e per attenuare la noia del viaggio Jacques è costretto dal suo padrone a raccontare la storia dei suoi amori. Tuttavia, la storia di Jacques è continuamente interrotta da altri personaggi e da varie disavventure comiche. Altri personaggi del libro raccontano le proprie storie e anche loro sono continuamente interrotti. C'è persino un "lettore" che interrompe periodicamente il narratore con domande, obiezioni e richieste di maggiori informazioni o dettagli. Le storie raccontate sono solitamente umoristiche, con romanticismo o sesso come argomento, e presentano personaggi complessi che si abbandonano all'inganno.
La filosofia chiave di Jacques è che tutto ciò che ci accade quaggiù, nel bene e nel male, è stato scritto lassù ("tout ce qui nous arrive de bien et de mal ici-bas était écrit là-haut"), su un "grande rotolo" che si srotola un po' alla volta. Eppure Jacques dà ancora valore alle sue azioni e non è un personaggio passivo. Critici come J. Robert Loy hanno caratterizzato la filosofia di Jacques non come fatalismo ma come determinismo.
Il libro è pieno di personaggi contraddittori e altre dualità. Una storia racconta di due uomini nell'esercito che sono così simili che, sebbene siano i migliori amici, non possono smettere di duellare e ferirsi a vicenda. Un altro riguarda padre Hudson, un riformatore intelligente ed efficace della chiesa che è privatamente il personaggio più dissoluto del libro. Anche Jacques e il suo padrone trascendono i loro ruoli apparenti, come Jacques dimostra, nella sua insolenza, che il suo padrone non può vivere senza di lui, e quindi è Jacques che è il padrone e il padrone che è il servo.
La storia degli amori di Jacques è presa direttamente da Tristram Shandy, di cui Diderot non fa mistero, poiché il narratore alla fine annuncia l'inserimento di un intero passaggio di Tristram Shandy nella storia. Nel corso dell'opera, il narratore fa riferimento in modo derisorio ai romanzi sentimentali e richiama l'attenzione sui modi in cui gli eventi si sviluppano in modo più realistico nel suo libro. Altre volte il narratore si stanca del tutto della noia della narrazione e obbliga il lettore a fornire alcuni dettagli banali.

## Significato letterario e critica
La ricezione critica del libro è stata mista. I critici francesi della fine del XVIII e dell'inizio del XIX secolo lo liquidarono come un derivato di Rabelais e Laurence Sterne, oltre che inutilmente osceno. Fece una migliore impressione sui romantici tedeschi, che avevano avuto l'opportunità di leggerlo prima dei loro omologhi francesi. Schiller lo tenne in grande considerazione e lo raccomandò caldamente a Goethe, che lesse Jacques in una sola seduta. Friedrich Schlegel vi si riferisce positivamente nei suoi frammenti critici e nei frammenti di Ateneo. Ha formato una sorta di ideale del concetto di spirito di Schlegel. Stendhal, pur riconoscendo i difetti di Jacques, lo considerava tuttavia un'opera superiore ed esemplare. Nel ventesimo secolo, critici come Leo Spitzer e J. Robert Loy tendevano a vedere Jacques come un'opera chiave nella tradizione di Cervantes e Rabelais, focalizzata sulla celebrazione della diversità piuttosto che fornire risposte chiare ai problemi filosofici.